# Сьюзен Робертс
Сьюзен Робертс (англ. Susan Roberts, 21 квітня 1939) — південноафриканська плавчиня.
Бронзова медалістка Олімпійських Ігор 1956 року.